# Spastica globicollis
Spastica globicollis es una especie de coleóptero de la familia Meloidae.

## Distribución geográfica
Habita en Brasil.